# Sphenomorphus textum
Sphenomorphus textum är en ödleart som beskrevs av  Müller 1894. Sphenomorphus textum ingår i släktet Sphenomorphus och familjen skinkar. Inga underarter finns listade i Catalogue of Life.